# Semen Elistratov
Semen Andreïevitch Elistratov, en russe : Семён Андреевич Елистратов, né le 3 mai 1990 à Oufa, est un patineur de vitesse sur piste courte russe.

## Carrière
Semen Elistratov participe aux épreuves de patinage de vitesse sur piste courte aux Jeux olympiques d'hiver de 2010 se tenant à Vancouver. Il se classe 24e des courses de 500 mètres, 1 000 mètres et 1 500 mètres.
Il remporte deux médailles d'argent sur 1 500 et 3 000 mètres aux Championnats d'Europe 2012 se déroulant à Mlada Boleslav,.
Il remporte la médaille d'or du relais masculin aux Jeux olympiques d'hiver de 2014 à Sotchi.
En 2017, il arrive quatrième de la deuxième manche de la Coupe du monde 2017-2018.
Il remporte la médaille de bronze sur 1500 m aux Jeux olympiques d'hiver de 2018 à Pyeongchang en compétitant sous la bannière "athlète olympique de Russie".
Aux Championnats du monde de patinage de vitesse sur piste courte 2021 à Dordrecht, il est médaillé de bronze toutes épreuves et sur 1 500 mètres et médaillé d'argent sur 500 mètres.
Aux Jeux olympiques d'hiver de 2022 à Pékin, il remporte la médaille de bronze olympique du 1 500 mètres.